# Hannalore Gewalt

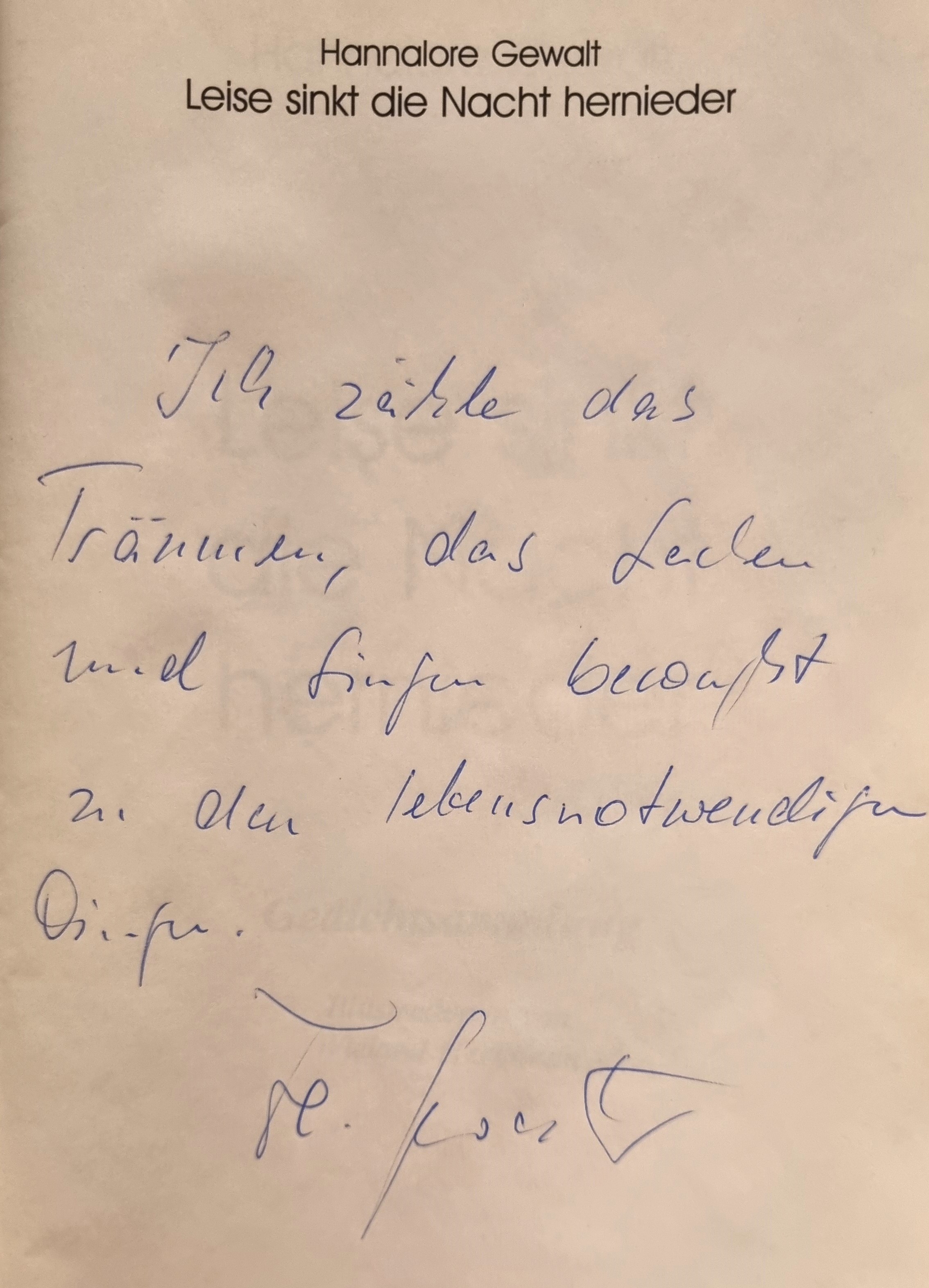
Widmung und Signatur von Hannalore Gewalt

Hannalore Gewalt (* 1939 in Molschleben) ist eine deutsche Heimatdichterin und Autorin zur Thüringer Geschichte.

## Leben
Gewalt wurde als zweites Kind einer Landarbeiterfamilie geboren. Nach der Schule machte sie ab 1955 eine Lehre zur Forstfacharbeiterin. Aufgrund gesundheitlicher Probleme musste sie aber die Arbeit im Wald und den Wunsch, Forstingenieurin zu werden, aufgeben. Sie holte das Abitur nach und begann ein Lehramtsstudium für Deutsch und Kunsterziehung, das sie aber ebenfalls aufgrund von Erkrankungen abbrechen musste. Sie heiratete, bekam zwei Kinder und arbeitete später in der örtlichen LPG als Facharbeiterin für Obst- und Gartenbau. Darauf folgte eine Anstellung als Verkäuferin in einer Kaufhalle. Seit 1993 ist Gewalt im Ruhestand und schreibt seitdem Bücher, hauptsächlich Gedichte und Lebenserinnerungen über das ländliche Thüringen.